# Ida barringtoniae
Ida barringtoniae (Sm.) A.Ryan & Oakeley 2003, es una especie de orquídea epífita o de hábito terrestre. Es originaria de la región del Caribe.

## Características
Es una especie herbácea de tamaño medio que prefioere el clima caliente a frío se desarrolla en los árboles o epífita, a veces litófita con un pseudobulbo suave, de color verde medio, que tiene de 2 a 3 hojas acanaladas y pecioladas que florece en la primavera verano a través de una inflorescencia de 6 cm con de 4 a 5 flores de 5 cm de longitud.

## Distribución y hábitat
Encontrado en Haití, República Dominicana, Cuba y Jamaica en las rocas musgosas y en el humus bajo un árbol en helechos en alturas de 150 a 775 m s. n. m.

## Sinonimia
- Epidendrum barringtoniae Sm. 1793 (basónimo)
- Dendrobium barringtoniae (Sm.) Sw. 1799
- Colax barringtoniae (Sm.) Lindl. ex Spreng. 1826
- Maxillaria barringtoniae (Sm.) Lodd. 1832
- Lycaste barringtoniae (Sm.) Lindl. 1844[1]